# Карамушка Олег Олександрович
Олег Олександрович Карамушка (нар. 30 квітня 1984, м. Канів, Черкаська область, УРСР, СРСР) — український футболіст, центральний захисник клубу «Лівий берег» (Київ). Грав за молодіжну збірну команди України.

## Клубна кар'єра
Вихованець футболу Черкащини. 1998 року переїхав до Києва, де продовжив займатися футболом у столичному РУФК.
Дорослу футбольну кар'єру розпочав 2001 року в Дніпропетровську, де виступав у складі другої та третьої команд місцевого «Дніпра». До головної команди клубу не пробився, 2003 року провів декілька матчів за чернігівську «Десну», після чого уклав контракт з бориспільським «Борисфеном». У Борисполі спочатку захищав кольори другої команди, а вже за півроку почав на постійній основі залучатися до матчів головної команди клубу, яка на той час змагалася у вищій лізі чемпіонату України.
Після закінчення сезону 2004-05 молодим центральним захисником, який встиг стати ключовою фігурою захисту «Борисфена» та почав залучатися до складу молодіжної збірної України, зацікавився донецький «Шахтар». Влітку 2005 року гравець уклав трирічний контракт з донецькою командою, грав за «Шахтар-2» та команду дублерів «Шахтаря». 2006 рік провів у Запоріжжі, де на умовах оренди захищав кольори місцевого «Металурга». Повернувшись у 2007 до «Шахтаря», знову не зміг пробитися до головної команди, провівши у її складі лише одну гру, та влітку того ж року був відданий в оренду до ФК «Харків», в якому й перебував до кінця сезону 2007-08.
Після завершення контракту з «Шахтарем» влітку 2008 на умовах вільного агента приєднався до сімферопольської «Таврії», у складі якої, втім, також не зміг забезпечити собі постійного місця в основному складі команди.
На початку 2010 року пройшов тренувальні збори з київською «Оболонню», по результатах яких уклав контракт з цим клубом. У своїй новій команді використовувався здебільшого як резервний центральний оборонець, тому на поле виходив не досить часто і влітку 2011 року, після завершення контракту, покинув клуб.
У липні 2011 року переїхав до Білорусі, де по півроку грав у складі могильовського «Дніпра» та столичного «Мінська», після чого повернувся в Україну, підписавши контракт з першоліговою «Кримтеплицею».
Наприкінці 2012 року кримський клуб через відсутність фінансування знявся зі змагань і в лютому наступного року Карамушка на правах вільного агента повернувся в могильовське «Дніпро», за яке грав до 2014 року. За підсумками сезону 2013 року увійшов до символічної збірної білоруської Вищої ліги за версією сайту Football.by.
У 2015—2020 роках — гравець білоруських клубів «Білшина» та «Вітебськ».
З 2021 року — гравець клубу «Лівий берег» (Київ).

## Виступи за збірні
Упевненими виступами за бориспільський «Борисфен» привернув увагу тренерів молодіжної збірної України, у складі якої дебютував 28 квітня 2004 року в грі проти словацької молодіжки (нічия 1:1), у якій відзначився забитим голом. Всього протягом 2004—2005 зіграв 5 матчів за молодіжну збірну України.